# Nadine Wood
Nadine Wood (ur. 13 czerwca 1935 w Des Moines) – amerykańska brydżystka, World Master (WBF).
Nadine Wood pełniła szereg funkcji w WBF i ACBL:
- 2000-2002 Członek Rady Wykonawczej WBF;
- 2000-2003 Członek Komisji Finansów WBF;
- 2002-2010 Członek Komisji Promocji, Relacji z Mediami i Sponsoring WBF;
- 2000-2003 Członek Komisji Zasad i Regulaminów WBF;
- 2000-2007 Członek Komisji Młodzieżowej WBF;
- 1999-2002 Delegat do WBF Rady Dyrektorów ACBL;
- 2005-2011 Członek Rady Dyrektorów ACBL.

## Wyniki brydżowe

### Zawody światowe
W światowych zawodach zdobyła następujące lokaty:
| Mistrzostwa Świata. Konkurencja teamów | Mistrzostwa Świata. Konkurencja teamów | Mistrzostwa Świata. Konkurencja teamów | Mistrzostwa Świata. Konkurencja teamów | Mistrzostwa Świata. Konkurencja teamów | Mistrzostwa Świata. Konkurencja teamów |
| Rok                                    | Miejsce                                | Zawody                                 | Kategoria                              | Drużyna                                | Pozycja                                |
| -------------------------------------- | -------------------------------------- | -------------------------------------- | -------------------------------------- | -------------------------------------- | -------------------------------------- |
| 2010                                   | Filadelfia                             | 13. Seria Mistrzostw Świata            | Seniorzy                               | Woodthere                              | 32                                     |
| 2006                                   | Werona                                 | 12. Mistrzostwa Świata                 | Kobiety                                | Wood                                   | 29                                     |
| 2002                                   | Montreal                               | 11. Mistrzostwa Świata                 | Kobiety                                | Tornay                                 | 9                                      |
| 2000                                   | Maastricht                             | 11. Olimpiada Brydżowa                 | Miksty                                 | Wood                                   | 55                                     |
| 1998                                   | Lille                                  | 10. Mistrzostwa Świata                 | Kobiety                                | Wood                                   | 3                                      |

| Mistrzostwa Świata. Konkurencja par | Mistrzostwa Świata. Konkurencja par | Mistrzostwa Świata. Konkurencja par | Mistrzostwa Świata. Konkurencja par | Mistrzostwa Świata. Konkurencja par | Mistrzostwa Świata. Konkurencja par |
| Rok                                 | Miejsce                             | Zawody                              | Kategoria                           | Partner                             | Pozycja                             |
| ----------------------------------- | ----------------------------------- | ----------------------------------- | ----------------------------------- | ----------------------------------- | ----------------------------------- |
| 2010                                | Filadelfia                          | 13. Mistrzostwa Świata              | Seniorzy                            | Mickie Kivel                        | 26                                  |
| 2006                                | Werona                              | 12. Mistrzostwa Świata              | Open IMP                            | Linda Maloney                       | 62                                  |
| 2006                                | Werona                              | 12. Mistrzostwa Świata              | Kobiety                             | Linda Maloney                       | 40                                  |
| 2006                                | Werona                              | 12. Mistrzostwa Świata              | Miksty                              | Paul Deporte                        | 172                                 |
| 2002                                | Montreal                            | 11. Mistrzostwa Świata              | Kobiety                             | Terry Michaels                      | 32                                  |
| 1998                                | Lille                               | 10. Mistrzostwa Świata              | Kobiety                             | Mickie Kivel                        | 24                                  |

## Klasyfikacja
- Nadine Wood – klasyfikacja WBF (ang.)